# Атаназевич, Иоанн Макарьевич
Иоа́нн Мака́рьевич Атаназевич (24 июня 1873 — после 1917) — член III Государственной думы от Киевской губернии, протоиерей, настоятель собора Антония и Феодосия Печерских в Василькове.

## Биография

### Происхождение
Иоанн Атаназевич происходил из семьи потомственных православных священнослужителей и был внуком протоиерея Фёдора Атаназевича, служившего в конце XVIII — 1-й половине XIX века в Подольской и Киевской губерниях. Отец Иоанна Макарьевича, Макарий Фёдорович Атаназевич (1834/1837 — 26.05.1915), служивший в 1862—1899 годах в селе Красный Кут Уманского уезда, пользовался большим авторитетом в духовном ведомстве, получив орден Святого Владимира 4-й степени в 1901 году, уже после выхода за штат, с 1905 года состоял духовником благочиния и накануне кончины удостоился возведения в сан протоиерея.

### Служба и работа в Думе
Окончил Уманское духовное училище и Киевскую духовную семинарию (1893). По окончании семинарии в течение трёх лет состоял учителем церковно-приходской школы в селе Щуляк Таращанского уезда, а в 1896—1897 годах — в селе Красный Кут, где служил его отец Макарий Фёдорович; в 1896 году окончил курсы для учителей церковно-приходских школ в Нижнем Новгороде.
28 февраля 1898 года был рукоположен епископом Уманским Сергием, викарием Киевской епархии, в священники в село Куты Уманского уезда, а в 1907, для борьбы с сектантством, переведён в село Кишенцы, где проживало 263 адвентиста. Сотрудничал в «Киевских епархиальных ведомостях» и других изданиях правого направления.
В 1907 году был избран членом III Государственной думы от Киевской губернии. Входил во фракцию умеренно-правых, с 3-й сессии — в русскую национальную фракцию. Состоял членом комиссий: по народному образованию, продовольственной и по переселенческому делу.
Во время своего думского срока вновь сменил приход — 7 мая 1909 года был назначен настоятелем Преображенской церкви села Манькова того же Уманского уезда. 9 октября 1911 года в Маньковке было освящено каменное здание новой церковно-приходской школе, построенной его стараниями, причём выступая на освящении, о. Атаназевич заявил, что для полного удовлетворения нужд местного населения таких школ необходимо иметь две.
23 мая 1912 года Иоанн Атаназевич получил высшее назначение — настоятелем собора собора Антония и Феодосия Печерских в Василькове
Судьба после 1917 года неизвестна.

### Семья
Иоанн Макарьевич был женат на Юлии Дормидоновне (род. 1880), дочери священника; у них было двое детей.

### Награды
За службу по духовному ведомству о. Атаназевич получил традиционные церковные награды — набедренник (в период службы в с. Куты), скуфью (на Пасху 1908 года) и камилавку (6 мая 1912 года).

## Сочинения
- У могилы праведника и молитвенника земли русской. — Санкт-Петербург, 1910.